# Leukopeni
Leukopeni är en minskning av antalet cirkulerande vita blodkroppar (leukocyter). Leukopeni kan uppstå när man använder läkemedel som hämmar benmärgens förmåga att skapa nya vita blodkroppar. Detta kan till exempel bero på användning av cellgifter eller vid strålbehandling av cancer.
Om all produktion av leukocyter upphör uppstår det allvarliga infektioner. Detta leder till döden inom några få dagar om inte behandling sätts in.